# Cal Sala de Sallent
Cal Sala és un habitatge a la vila de Sallent (Bages) catalogat a l'Inventari del Patrimoni Arquitectònic de Catalunya. L'edifici consta de dos cossos, dos construïts en tres anys de diferència són totalment iguals. Consten d'una planta baixa i balcons rectangulars a les altres plantes. El cos de la dreta és totalment diferent amb una planta baixa, un pis i terrat. Són de pedra picada. Els arcs, balcó i les parts que emmarquen l'edifici la resta és de totxo vidriat amb color semblant a l'original. El portal, els balcons i les baranes tenen formes arrodonides de caràcter modernista. Sobre la porta d'accés als pisos superiors consta el nom de Josep Sala i sobre el portal dret l'any 1894. En el portal dret afegeix "e hijo" amb lletra diferent a la primera i al portal de la porta consta l'any 1897. En un cos afegit consta el nom de Gaspar Sala i Cia, año 1908. La família Sala foren primerament paraires, i en el segle xix fabricants de teixits de cotó, fins als anys 60 que tancaren la indústria.